# Kích thích cơ bằng điện

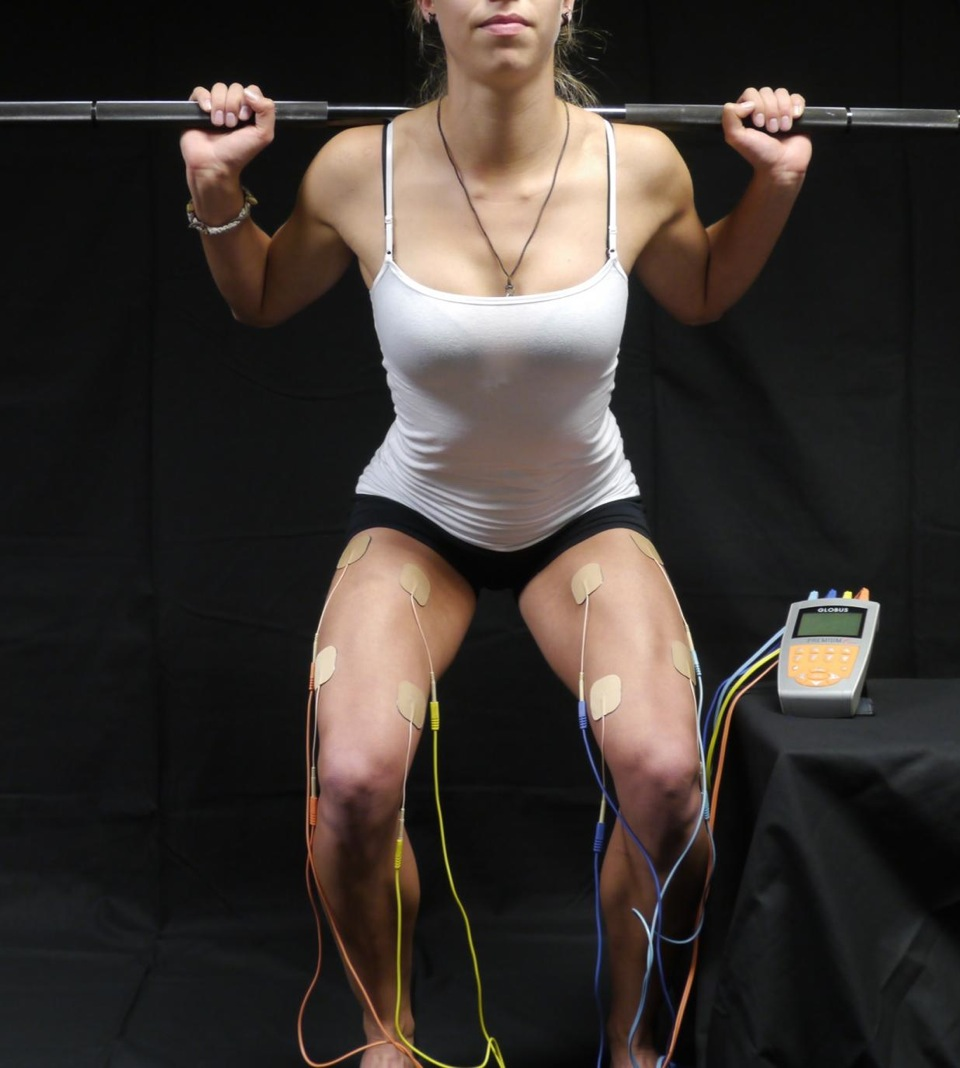
Kích thích cơ bằng điện trong một bài tập Squat

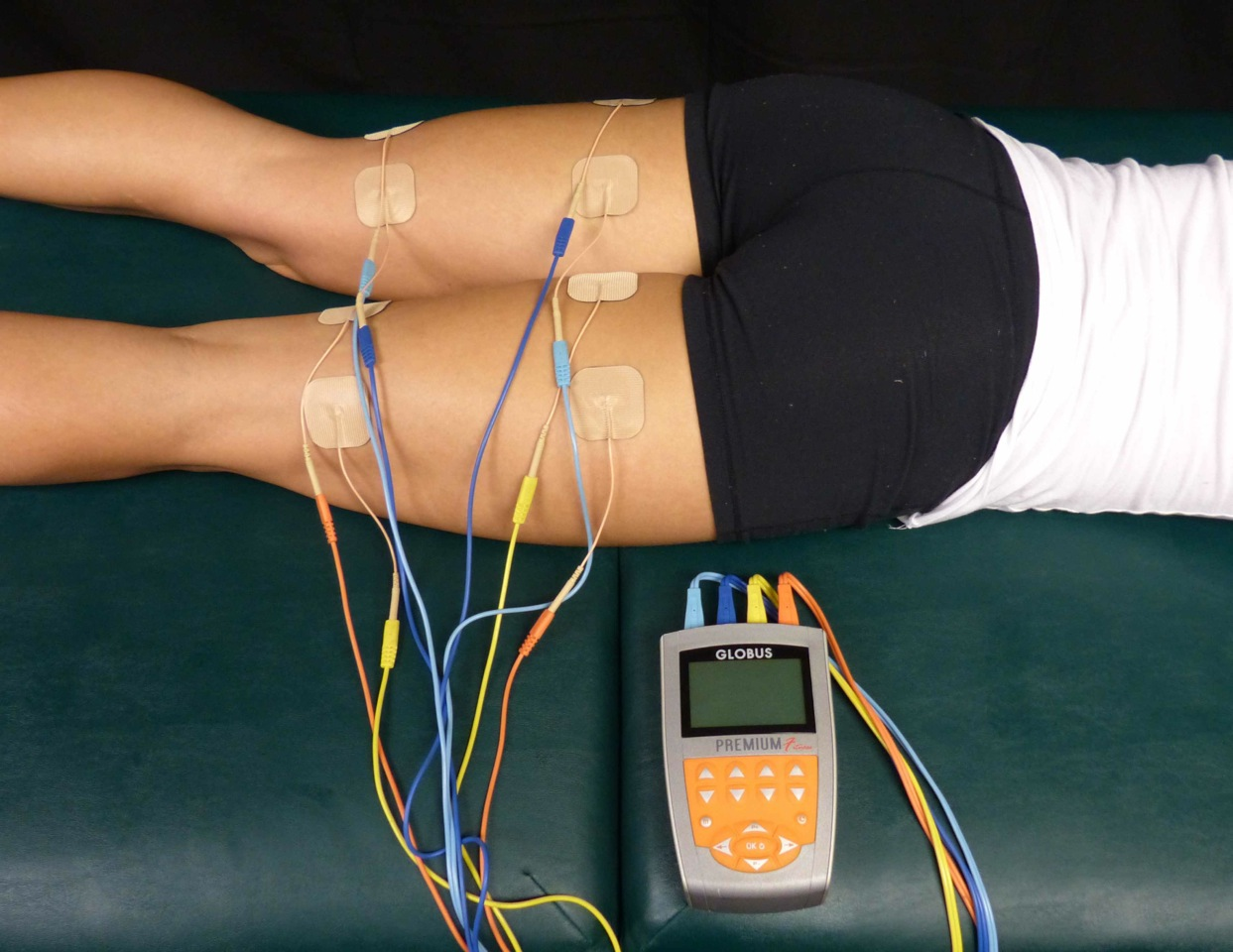
Kích thích cơ bằng điện

Kích thích cơ bằng điện (Electrical muscle stimulation/EMS) là sự kích thích co cơ bằng xung điện. EMS đã nhận được sự chú ý ngày càng tăng trong vài năm trở lại đây vì nhiều lý do như cách thức này có thể được sử dụng như một công cụ bổ trợ rèn luyện sức mạnh cho những người khỏe mạnh và vận động viên, nó có thể được sử dụng như một công cụ phục hồi chức năng và phòng ngừa cho những người bị tê liệt một phần hoặc toàn bộ, nó có thể được sử dụng như một công cụ kiểm tra để đánh giá chức năng thần kinh và/hoặc cơ trong cơ thể sống. EMS đã được chứng minh là có lợi hơn trước khi tập thể dục và hoạt động do kích hoạt cơ sớm. Các nghiên cứu gần đây đã phát hiện ra rằng kích thích điện đã được chứng minh là không hiệu quả trong quá trình phục hồi sau khi tập thể dục và thậm chí có thể dẫn đến gia tăng tình trạng Đau nhức cơ khởi phát muộn (DOMS). 
Các xung động được tạo ra từ thiết bị và được truyền qua các điện cực trên da gần các cơ được kích thích. Các điện cực thường là miếng đệm dính vào da. Các xung động bắt chước điện thế hoạt động đến từ hệ thần kinh trung ương, khiến các cơ co lại. Các nhà khoa học thể thao đã trích dẫn việc sử dụng EMS như một kỹ thuật bổ sung cho việc luyện tập thể thao, và các nghiên cứu đã công bố có sẵn về các kết quả thu được Tại Hoa Kỳ, các thiết bị kích thích bằng xung điện EMS được Cục Quản lý Thực phẩm và Dược phẩm Hoa Kỳ (FDA) quản lý. Chỉ những thiết bị được FDA chứng nhận mới được bán hợp pháp tại Hoa Kỳ mà không cần đơn thuốc, người tiêu dùng có thể tìm thấy những thiết bị này trên trang web FDA tương ứng dành cho các thiết bị được chứng nhận. Một số bài đánh giá đã xem xét các thiết bị này. Kích thích cơ bằng điện có thể được sử dụng như một phương pháp huấn luyện, điều trị, trị liệu hoặc như là dụng cụ thẩm mỹ.